# Moulton (Texas)
Moulton é uma cidade  localizada no estado norte-americano do Texas, no Condado de Lavaca.

## Demografia
Segundo o censo norte-americano de 2000, a sua população era de 944 habitantes.
Em 2006, foi estimada uma população de 971, um aumento de 27 (2.9%).

## Geografia
De acordo com o United States Census Bureau tem uma área de
2,1 km², dos quais 2,1 km² cobertos por terra e 0,0 km² cobertos por água. Moulton localiza-se a aproximadamente 128 m acima do nível do mar.

## Localidades na vizinhança
O diagrama seguinte representa as localidades num raio de 28 km ao redor de Moulton.